# Кашкайское наречие
Кашка́йское наречие — один из тюркских языков. Распространён на юге Ирана в остане Фарс. Согласно БСЭ и НРМ, а также Лайошу Лигети (по нему — периферийный диалект) кашкайский язык является диалектом азербайджанского языка. Территориально кашкайцы оторваны от азербайджанцев, и их наречие уже несколько столетий развивается самостоятельно, поэтому иногда говорят о самостоятельном кашкайском языке (см. также язык или диалект).
Пользуется арабским письмом. Число носителей — около 950 тыс.
Язык используется в основном в быту. Все кашкаи владеют персидским как вторым языком.